# Eriauchenius cornutus
Eriauchenius cornutus är en spindelart som först beskrevs av Leon N. Lotz 2003.  Eriauchenius cornutus ingår i släktet Eriauchenius och familjen Archaeidae. Inga underarter finns listade i Catalogue of Life.